# Адарнасе II
Адарнасе II (иногда упоминается как Адарнасе I; груз. ადარნასე; ум. ок. 870) — соправитель Тао-Кларджети с его братьями — Багратом I Куропалатом и Гуарамом Мампали — с титулом эриставт-эристави («князь-князей») с 830 по приблизительно 870 год.

## Биография
Адарнасе II был старшим сыном верховного князя Иберии Ашота I Куропалата, от которого он унаследовал все земли к западу от хребта Арсиани за исключением Шавшети и Нижнего Тао (теперь в Турции).
Об Адарнасе II мало что известно. Единственные исторические источники, которые сообщают о нём — это истории XII века, основанные на труде Леонтия Мровели. Адарнасе был женат на Беврели, дочери абхазского царя Баграта I. В какой-то момент Адарнасе заставил её уйти в монастырь, где она жила и умерла под именем Анастасия. После смерти Адарнасе около 870 года его владения были поровну разделены между его сыновьями: Гурген получил Верхнее Тао, а Сумбат получил Кларджети. Ещё один сын Адарнасе, Ашот Кекела («Прекрасный») умер в 867 году. Это должно было произойти при жизни Адарнасе, поскольку Ашот не числился среди его наследников.